# Viga Gyula
Viga Gyula (Mátészalka, 1952. május 14. – ) etnográfus, muzeológus, egyetemi tanár, a Magyar Tudományos Akadémia doktora.

## Élete
1976-ban Debrecenben a Kossuth Lajos Tudományegyetemen végzett történelem-néprajz szakon. Már 1975-től a miskolci Herman Ottó Múzeum néprajzos munkatársa volt, ahol egy rövid megszakítástól eltekintve (2001-ben három hónapig a Pest Megyei Múzeumi igazgatóságot vezette) 2012-es nyugdíjba vonulásáig dolgozott. 2015. augusztus 1-jén aktiválták, azóta a Pécsi Tudományegyetem Néprajz - Kulturális Antropológia Tanszékén egyetemi tanár.
1980-ban Debrecenben egyetemi doktori címet, 2004-ben a Pécsi Egyetemen PhD. fokozatot szerzett. 2005-ben a Debreceni Egyetemen habilitált, 2011-ben lett az MTA doktora. 1991-től egyetemi oktató. 1994-től a Miskolci Egyetem Bölcsészettudományi Karának adjunktusa, 2005-től docense volt. 2012-ben egyetemi tanárnak nevezték ki. Oktatott a Debreceni Egyetemen, az Eötvös Loránd Tudományegyetem Néprajzi Intézetében, a kolozsvári Babeș–Bolyai Tudományegyetemen és a Selye János Egyetem királyhelmeci tagozatán.
1991-ben a Szlovák Tudományos Akadémia Néprajzi Intézetének meghívására kapcsolódott be a szlovákiai Bodrogköz kutatásába. 1991–2001 között a Néprajzi Látóhatárt szerkesztette. 2012. december 1-től az Ethnographia felelős szerkesztője.
2005-től két évig a Nemzeti Kulturális Alapprogram Múzeumi Kollégiumának elnöke volt. A Pulszky Társaság - Magyar Múzeumi Egyesület alelnöke, a Györffy István Néprajzi Egyesület ügyvezető elnöke volt, a Magyar Néprajzi Társaság választmányi tagja.

## Elismerései
- Gunda Béla-díj
- Jankó János-díj
- Miskolc város Herman Ottó tudományos díj
- Ikvai Nándor-díj
- Bél Mátyás-díj
- 1997 Móra Ferenc-díj
- 2004 Györffy István-díj
- 2004 A Kárpát-medencei magyarság néprajzáért díj
- 2006 Balassa Iván-díj
- 2010 Széchényi Ferenc-díj
- 2016 Pulszky Ferenc-díj
- 2019 Kántor Mihály-díj
- 2024 A Magyar Érdemrend tisztikeresztje

## Művei
- 1981 Népi kecsketartás Magyarországon. Borsodi Kismonográfiák 12. Miskolc
- 1985 Kőmunkák egy bükkalji faluban. Studia Folkloristica et Ethnographica 17. Debrecen
- 1986 Tevékenységi formák és a javak cseréje a Bükk-vidék népi kultúrájában. Borsodi Kismonográfiák 23. Miskolc
- 1990 Árucsere és migráció Észak-Magyarországon. Debrecen - Miskolc
- 1994 Huszonegy néprajzi közlemény. Folklór és Etnográfia 81. Debrecen
- 1996 Hármas határon. (Tanulmányok a Bodrogköz változó népi kultúrájáról). Officina Musei 4. Miskolc
- 1999 Utak és találkozások. Tanulmányok a népi kapcsolatok köréből. Officina Musei 10. Miskolc
- 2004 Tájak, ízek, ételek Borsod-Abaúj-Zemplén megyében. Miskolc
- 2007 A gazdasági kapcsolatok hagyományos formái. A Felföld és a Magyar Alföld táji kapcsolatainak néprajza. Studia  Folkloristica et Ethnographica 50. Debrecen
- 2008 A Bodrogközi kultúra és társadalom változása a 19-20. században. L'Harmattan. Budapest
- 2009 Bodrogközi néprajzi tanulmányok. Officina Musei 19. Miskolc
- 2013 A tájak közötti gazdasági kapcsolatok néprajza - A Felföld népeinek gazdasági kapcsolatai a 18-20. században. Miskolc.
- 2013 Árva megye helyzete és szerepe a Felföld 18-19. századi gazdasági kapcsolataiban. Történeti Földrajzi Közlemények I/1-2, 3-10.
- 2014 A cigándiak gazdasági kapcsolatai a 18-20. században. In: Fejezetek Cigánd néprajzából. Cigánd, 111-132.
- 2015 A Bodrogköz szőlő- és borkultúrájához. Átjáró I/4, 107-138. (tsz. Viszóczky Ilona)
- 2015 A bodrogközi borról és a mai borünnepről. Acta Ethnologica Danubiana 17, 111-131. (tsz. Viszóczky Ilona)
- 2015 Zólyom vármegye és a Garam mente 18-19. századi forgalmához. In: Kókai S. - Boros L. (szerk.): Tiszteletkötet Dr. Gál András geográfus 60. születésnapjára. Nyíregyháza, 627-635.
- Kincses Bodrogköz; fotó Kútvölgyi Mihály; Pillangó, Monor, 2015